# 何市镇 (修水县)
何市镇，是中华人民共和国江西省九江市修水县下辖的一个乡镇级行政单位。

## 行政区划
何市镇下辖以下地区：
何市街社区、何家嘴村、干桥村、锯板桥村、范浆村、郭城村、火石村、松林村、大里村、下田浦村和上田浦村。